# Кам (Німеччина)
Кам (нім. Cham) — місто в Німеччині, розташоване в землі Баварія. Підпорядковується адміністративному округу Верхній Пфальц. Адміністративний центр району Кам. 
Площа — 80,67 км2. Населення становить 17 053 особи (станом на 31 грудня 2020).